# Wąsewo (gemeente)
De gemeente Wąsewo is een landgemeente in het Poolse woiwodschap Mazovië, in powiat Ostrowski (Mazovië).
De zetel van de gemeente is in Wąsewo.
Op 30 juni 2004 telde de gemeente 4626 inwoners.

## Oppervlakte gegevens
In 2002 bedroeg de totale oppervlakte van gemeente Wąsewo 119,2 km², waarvan:
- agrarisch gebied: 71%
- bossen: 24%

De gemeente beslaat 9,73% van de totale oppervlakte van de powiat.

## Demografie
Stand op 30 juni 2004:
| Omschrijving                   | Totaal | Totaal | Vrouwen | Vrouwen | Mannen | Mannen |
| ------------------------------ | ------ | ------ | ------- | ------- | ------ | ------ |
| eenheid                        | aantal | %      | aantal  | %       | aantal | %      |
| inwoners                       | 4626   | 100    | 2291    | 49,5    | 2335   | 50,5   |
| bevolkingsdichtheid (inw./km²) | 38,8   | 38,8   | 19,2    | 19,2    | 19,6   | 19,6   |

In 2002 bedroeg het gemiddelde inkomen per inwoner 1244,39 zł.

## Administratieve plaatsen (sołectwo)
Bagatele, Bartosy, Brudki Nowe, Brudki Stare, Brzezienko, Choiny, Czesin, Dalekie, Grądy, Grębki, Jarząbka, Króle, Majdan Suski, Modlinek, Mokrylas, Przedświt, Przyborowie, Rososz, Ruda, Rynek, Rząśnik-Majdan, Rząśnik Szlachecki, Rząśnik Włościański, Trynosy, Trynosy-Osiedle, Ulasek, Wąsewo, Wąsewo-Kolonia, Wysocze, Zastawie, Zgorzałowo.
Zonder de status sołectwo : Czary, Majdan, Wąsewo-Lachowiec.

## Aangrenzende gemeenten
Czerwin, Długosiodło, Goworowo, Ostrów Mazowiecka